# Danny Tshindind Kassap
Danny Tshindind Kassap (* 24. Juni 1982 in Lubumbashi, Zaire; † 2. Mai 2011 in Toronto) war ein kanadischer Leichtathlet, der aus der Demokratischen Republik Kongo stammte.

## Leben
2001 kam der Langstreckenläufer nach Kanada, um an den Jeux de la Francophonie teilzunehmen. Er stellte einen Antrag auf politisches Asyl und ließ sich in Toronto nieder, wo er im University of Toronto Track Club zu trainieren begann. Am 6. Juli 2003 stellte er in Hamilton mit 28:57,28 min einen Rekord im 10.000-Meter-Lauf für die DR Kongo auf.
2004 gewann er den Toronto Waterfront Marathon, und 2005 wurde er Dritter beim Ottawa-Marathon.
2008 erhielt er die kanadische Staatsbürgerschaft, was es ihm gestattete, bei internationalen Rennen anzutreten. Nach einem 15. Platz beim London-Marathon startete er im Herbst beim Berlin-Marathon. Dort brach er nach fünf Kilometern zusammen. Durch eine sofort eingeleitete Herz-Lungen-Wiederbelebung unter anderem mittels eines Defibrillators wurde ein plötzlicher Herztod abgewendet. Als Ursache wurde ein Kammerflimmern ermittelt, das durch eine unerkannt gebliebene virale Myokarditis ausgelöst worden war. Da die Krankenversicherung nur einen Teil der Kosten von 12.000 Euro übernahm, starteten seine Sportkameraden von der University of Toronto eine Spendenaktion, die auch dank der Beihilfe des Berlin-Marathons Erfolg hatte.
Nach einer Genesungszeit von acht Monaten nahm er noch einmal an einem Fünf-Kilometer-Lauf teil, den er gewann, und bewältigte 2010 einen Halbmarathon. Anfang Mai 2011 starb Kassap im Alter von 28 Jahren im Sunnybrook Hospital von Toronto aus bislang ungeklärten Ursachen.

## Persönliche Bestzeiten
- 10.000 m: 28:57,28 min, 6. Juli 2003, Hamilton
- Halbmarathon: 1:04:03 h, 24. Juni 2007, Vancouver
- Marathon: 2:14:50 h, 26. September 2004, Toronto